# Orchestre National du Capitole de Toulouse
L'Orchestre National du Capitole de Toulouse è un'orchestra francese con sede a Tolosa. Opera sia come un'orchestra sinfonica la cui sede principale è la Halle aux Grains di Tolosa, sia come orchestra permanente del Théâtre du Capitole di Tolosa.

## Storia
Inizialmente chiamata Orchestre du Capitole de Toulouse, (senza il titolo "Nazionale") l'orchestra iniziò come l'orchestra d'opera del Théâtre du Capitole. Tra i noti direttori musicali del passato dell'orchestra figurano André Cluytens (a partire dal 1932) e Georges Prêtre (1951-1955), ma l'Orchestre du Capitole salì alla ribalta internazionale durante l'incarico di Michel Plasson come direttore musicale dal 1968 al 2003.

## L'era Plasson
Prima dell'avvento di Plasson l'orchestra era prettamente operistica, raramente eseguiva sinfonie e non andava quasi mai in tournée. Nell'arco di dodici anni l'insistenza di Plasson su standard e obiettivi artistici più alti aveva migliorato la reputazione dell'orchestra in modo straordinario. Iniziò un periodo di registrazioni e tournée acclamate dalla critica e nel 1980 l'orchestra ottenne il titolo di orchestra Francese "Nazionale". Dal 1974 la Halle aux Grains diventa la principale sala da concerto dell'orchestra. In origine era un mercato e in seguito fu convertito in un'arena di pugilato, prima di diventare la principale sede sinfonica dell'orchestra.
La personalità sfavillante di Plasson, la sua insistenza nel interpretare e registrare il repertorio francese (specialmente i brani raramente suonati) e il suo contratto discografico con EMI, si unirono fino a rendere l'orchestra l'orchestra francese "di riferimento", la più visibile e più chiaramente francese, con circa un centinaio di dischi pubblicati. Creò anche un gruppo di raccolta fondi chiamato "Aida", che vanta molti grandi benefattori nel mondo del commercio, in particolare Airbus e banche. 'Aida' contribuisce al calendario delle tournée internazionali molto impegnative dell'orchestra ed alle registrazioni. All'inizio della permanenza di Plasson l'orchestra iniziò a compiere tournée a livello internazionale e ancora va in tournée continuamente. Natalie Dessay iniziò la sua carriera come cantante nel Choeur du Capitole e fece anche il suo debutto da solista con l'orchestra. Nel 2014 cantò con l'orchestra nel ruolo principale di Manon Lescaut, che è stata la sua ultima interpretazione ufficiale.
Il 9 maggio 2003 Plasson annunciò la sua decisione di non rinnovare il suo contratto dopo il 31 agosto 2003. Protestò perché i lavori pianificati nella Halle aux Grains avrebbero danneggiato la stagione concertistica 2003-2004. Non ufficialmente, la sua partenza fu causata dal rifiuto della città di aumentare la busta paga dell'orchestra. Nel 2004 Plasson fu nominato "direttore onorario" dell'orchestra, anche se da allora ha diretto raramente l'orchestra.

## L'era Sochiev
Nel 2005 la città nominò Tugan Sochiev direttore ospite principale e consulente musicale dell'orchestra. Sokhiev diventò direttore musicale e direttore principale dell'orchestra nel settembre 2008. Artisticamente Sokhiev ha spostato l'orchestra lontano dal suono e dalle tradizioni francesi coltivate da Plasson e ha portato l'orchestra in una direzione più ritmicamente incisiva e sonicamente contrastante.
Nel 2011 il quotidiano nazionale francese "Le Figaro" recensì le 25 migliori orchestre in Francia. L'Orchestre National du Capitole de Toulouse fu inserita tra le tre migliori orchestre della Francia, uno dei cosiddetti "Trio de l'excellence". In questo gruppo di livello superiore c'erano anche l'Orchestre de Paris e l'orchestra dell'Opéra national de Paris.
Nel 2015 Sokhiev ha firmato un nuovo contratto che lo vedrà come direttore artistico e direttore principale fino al 2019.